# LR-111
La LR-111 appelée aussi Autovía del Oja est une autoroute en projet appartenant à La Rioja qui est destinée à relier Haro au niveau de l'AP-68 à Ezcaray.